# Trifolium aintabense
Trifolium aintabense är en ärtväxtart som beskrevs av Pierre Edmond Boissier och Heinrich Carl Haussknecht. Trifolium aintabense ingår i släktet klövrar, och familjen ärtväxter. Inga underarter finns listade i Catalogue of Life.